# Callicostella paupera
Callicostella paupera är en bladmossart som beskrevs av Kindberg 1891. Callicostella paupera ingår i släktet Callicostella och familjen Hookeriaceae. Inga underarter finns listade i Catalogue of Life.